# Cimitero Bellu
Il cimitero Șerban Vodă, colloquialmente chiamato cimitero Bellu è il più famoso cimitero di Bucarest (Romania), in uso sin dal 1858. Il sito occupa un antico possedimento del barone Barbu Bellu, che donò il terreno alla municipalità di Bucarest affinché vi erigesse il cimitero.
Luogo di sepoltura di molti personaggi famosi della storia e della cultura della Romania e della Moldavia.
Il bilancio dell'amministrazione del cimitero nel 2009 è stato di 14 milioni di euro per l'abbellimento, pulizia, sicurezza e passaggio al catasto. Il numero esatto dei luoghi di riposo locali, tuttavia, non è noto. Dal 2010, il cimitero è un membro della Associazione dei cimiteri d'Europa.

## Storia
Fino alla metà del XIX secolo vi era l'usanza di seppellire i morti nelle chiese di Bucarest. Fuori dalla città, i poveri venivano sepolti in sette o otto cimiteri. All'inizio del XIX secolo, venne deciso di abolire le sepolture nelle chiese all'amministrazione. Nel 1831 la prima legge del cimitero venne approvata nella storia moderna della Romania. nel 1850, un comitato considerò la creazione di nuovi cimiteri fuori città. Uno dei cimiteri di guerra era sulla Strada Șerban-Voda, dove il barone Barbu Bellu aveva un ampio giardino. Donando alla città, e i suoi vicini, i monaci del monastero Vacaresti, seguirono il suo esempio.
Il 26 novembre 1852 il consiglio comunale decise di iniziare i lavori per il nuovo cimitero della città. L'architetto del sistema era Ion Mincu. Nel gennaio 1853, l'architetto ha presentato ad Alexandru Orescu i suoi piani per una cappella nel cimitero pronto. La nuova cappella è stata costruita sul luogo dove in precedenza ve ne era una vecchia di Bellu (1799-1853). fu costruita la chiesa da Constantin Lecca,a cui venne affidato il dipinto murale della cappella. L'iconostasi è stata progettata da Anghel Dima, scolpita in legno. I primi lavori nel cimitero iniziarono nell'autunno del 1855; nel settembre del 1858, vennero terminati. Il cimitero era originariamente fedele della denominazione ortodossa rumena. Nel 1859 iniziò dall'amministrazione la sepoltura dei morti degli antichi cimiteri delle chiese. Constantin A. Rosetti (1816-1885), uno dei leader della rivoluzione rumena del 1848, ebbe un ruolo di primo piano nei lavori del cimitero. Come uno dei primi che ha comprato la terra lì nel 1859 per il funerale di sua figlia Elena. Seguì nel 1860 lo scrittore Cezar Bolliac, sua moglie Aristita sepolta nel nuovo cimitero.
Nel 1862 il cimitero è divenuto sotto la supervisione del Comune. Nel 1860 sono iniziati i lavori sui luoghi di sepoltura per le persone di altre confessioni, come i cattolici, ebrei o musulmani. Nel 1890 venne deciso dal sindaco di Bucarest, Emil Pache Protopopescu, di demolire la cappella del cimitero ormai fatiscente e nello stile della cattedrale di San Bartolomeo nella ex Carlsbad (ora Plzeň per costruire una nuova). La nuova cappella fu decorata da Mihail Popp con dipinti, più tardi da Dimitrie Belisarie e Artur Verona dove furono dipinte sopra. Alcune famiglie inserirono le ossa dei loro antenati nel cimitero.
L'8 maggio 1999 Giovanni Paolo II visitò, la parte cattolica del cimitero, dove presso la tomba del Cardinale Iuliu Hossu pregò a nome delle vittime del comunismo in Romania.

## Corruzione e deturpamento
Fino al 1970, il cimitero era riservato ad "attori noti" . Da quel momento, non vi fu una clientela benestante dalle pagine di grande interesse per i luoghi di sepoltura disponibili in uno spazio limitato; ufficialmente il cimitero è da tempo esaurito. Avendo un alto livello di corruzione in Romania si è sviluppato anche un mercato nero. Un sito delle tomba di tre metri quadrati del costo medio, nel 2009 (a costo zero per lavorare come Grabausschachtung ecc) 4000-5000 Euro. I luoghi di sepoltura ai margini del cimitero costano circa 2.000-3.000 euro. Siti Grave in una zona più centrale sono più costosi; Nel 2006, ha realizzato prezzi di circa 10.000 euro. I "prezzi dei terreni" presso il cimitero sono considerati i più costosi di Bucarest.
Oltre al furto di fiori, candele o addirittura olio delle lampade ci sono stati ripetuti casi di deturpamento delle tombe. Dopo il terremoto del 1977. In un altro caso un noto ladro ha rotto nel 1990 nel mausoleo dei fratelli Evlogi e Hristo Georgiev, delle torce di bronzo dal peso individuale di 160 kg, alta circa 1,5 metri e spessa 40 centimetri, che sono stati poi venduti per rottami. Le tombe di Christian Tell, Pache Protopopescu, ed altri tra il 1990 e il 1995 vennero danneggiate e saccheggiate. Nel campo della cimitero militare è stato rubato il Leone di Bronzo del monumento in onore degli eroi della seconda guerra mondiale con un peso di circa 1000 kg.

## Personaggi illustri sepolti

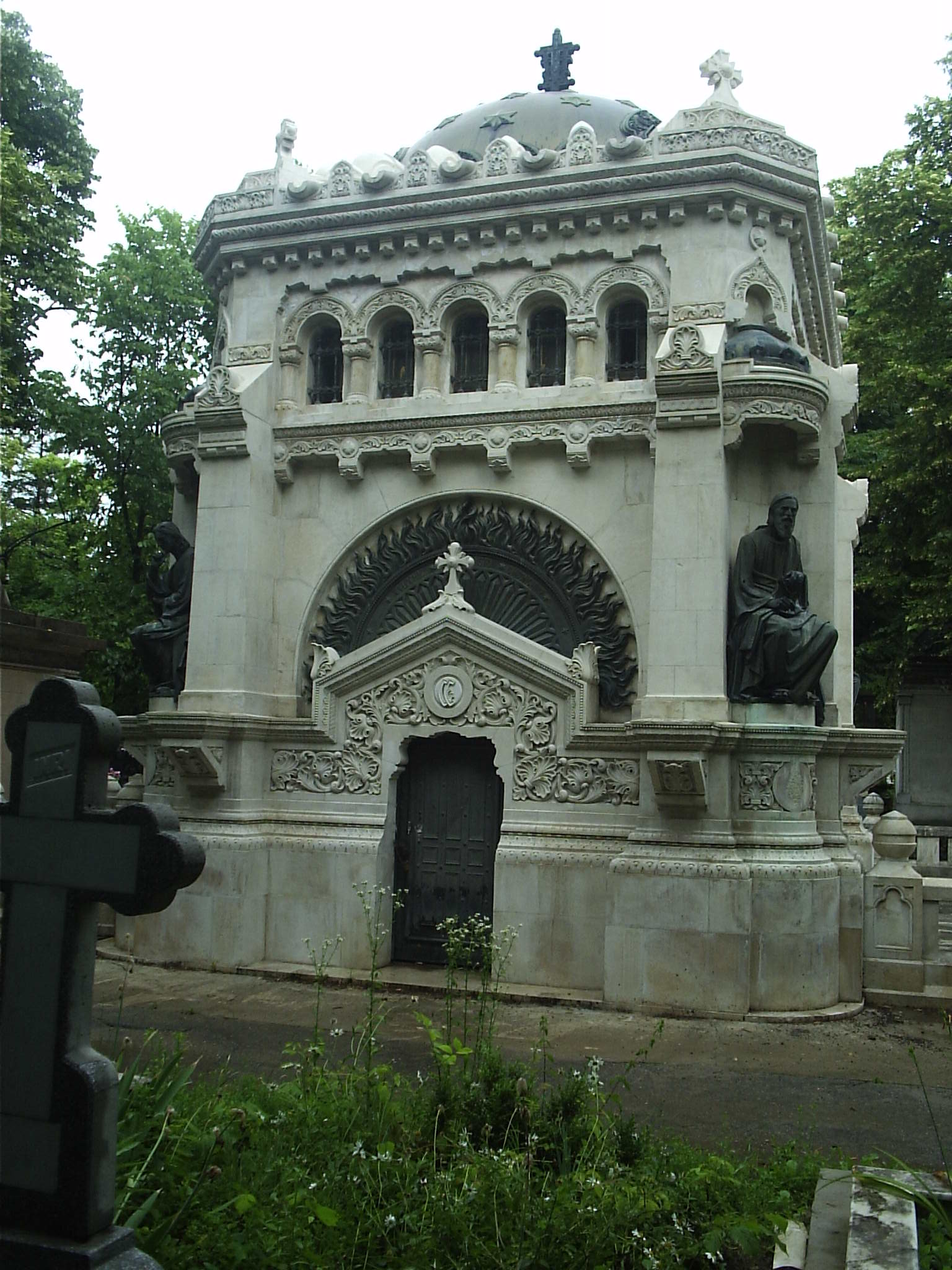
Tomba dei fratelli Evlogi e Hristo Georgiev

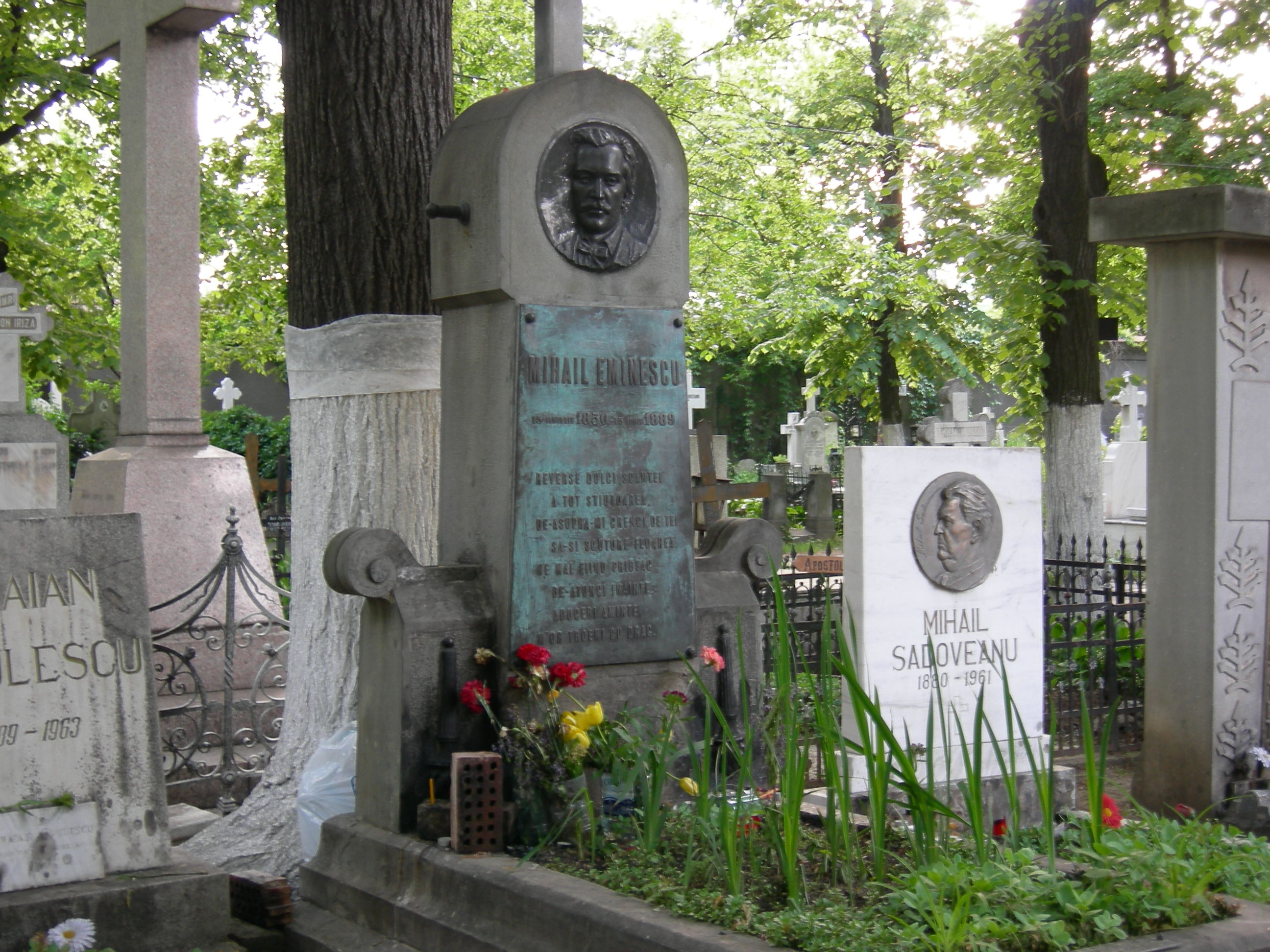
Tomba di Mihai Eminescu

- Theodor Aman
- Ana Aslan
- George Bacovia
- Ion Barbu
- Dimitrie Brândză
- Marius Bunescu
- Scarlat Callimachi
- Constantin Cândea
- Aristide Caradja
- Ion Luca Caragiale
- Toma Caragiu
- Panait Cerna
- Alexandru Cisar
- Dina Cocea
- Corneliu Coposu
- George Coșbuc
- Hariclea Darclée
- Anghel Demetriescu
- Ovid Densusianu
- Gheorghe Dinică
- Octav Doicescu
- Ion Dolănescu
- Mihai Eminescu
- Eugen Filotti
- Evlogi e Hristo Georgievi
- Dimitrie Gusti
- Bogdan Petriceicu Hasdeu
- Iulia Hasdeu
- Nae Ionescu
- Iorgu Iordan
- Nicolae Iorga
- Petre Ispirescu
- Panait Istrati
- Ștefan Octavian Iosif
- Nicolae Labiș
- Ștefan Luchian
- Alexandru Macedonski
- Lia Manoliu
- Ion Minulescu
- Ovidiu Iuliu Moldovan
- Theodor Pallady
- Nicolae Paulescu
- Adrian Păunescu
- Amza Pellea
- Camil Petrescu
- Cezar Petrescu
- Constantin Titel Petrescu
- Gică Petrescu
- Florian Pittiș
- Marin Preda
- George Pruteanu
- Nicolae Rădescu
- Dem Rădulescu
- Constantin Rădulescu-Motru
- Liviu Rebreanu
- Mihail Sadoveanu
- Dan Spătaru
- Nichita Stănescu
- Laura Stoica
- Constantin Tănase
- Maria Tănase
- Ionel Teodoreanu
- Vasile Vasilache
- Grigore Vasiliu Birlic
- Elena Văcărescu
- Artur Văitoianu
- Aurel Vlaicu
- Traian Vuia

## Area militare francese

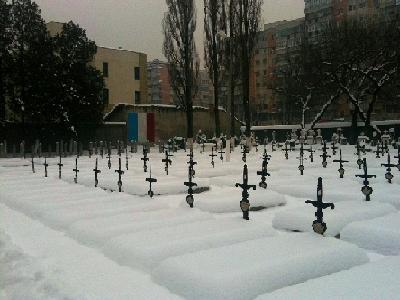
L'area militare francese

Un'"area militare francese" comprende oltre un centinaio di tombe di soldati del corpo di spedizione francese della prima guerra mondiale morti per la Francia tra il 1917 e il 1919. Le tombe sono riconoscibili dalle loro spade infisse nel terreno.
- Lista dei nomi dei soldati sepolti nel quartiere francese: ricerca
- Lista dei nomi dei soldati sepolti nel quartiere francese: ricerca

## Punteggio
Il mondo descritto del cimitero, venne conosciuto citando la guida di viaggio di Marco Polo come un "panopticon di pathos: artisti, politici e famiglie benestanti che hanno li le loro tombe con colonne classiche decorate e statue barocche".

## Letteratura
- George Bezviconi: Cimitirul Bellu din București, 1941, in rumeno
- George Bezviconi: Necropola Capitalei, Bucarest, 1972; Chisinau 1997 in rumeno